# 马尔西苏马尔勒
马尔西苏马尔勒（法語：Marcy-sous-Marle，法語發音：[maʁsi su maʁl]，意为“马尔勒下方的马尔西”）是法国上法蘭西大區埃纳省的一个市镇，属于拉昂区。

## 地理
马尔西苏马尔勒（49°44'20"N, 3°44'11"E）面积4.39 平方千米，位于法国上法蘭西大區埃纳省，该省份为法国北部内陆省份，北起北部省，西接索姆省和瓦兹省，东临阿登省和马恩省，西南至塞纳-马恩省，东北部与比利时接壤。
与马尔西苏马尔勒接壤的市镇（或旧市镇、城区）包括：沙蒂永莱松、埃尔隆、马尔勒、瓦耶讷。

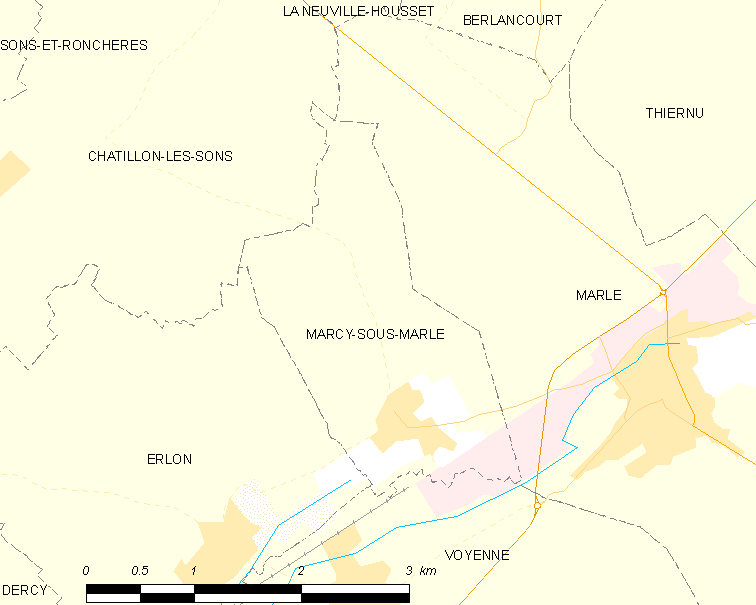
马尔西苏马尔勒的OSM定位图

马尔西苏马尔勒的时区为UTC+01:00、UTC+02:00（夏令时）。

## 行政
马尔西苏马尔勒的邮政编码为02250，INSEE市镇编码为02460。

## 政治
马尔西苏马尔勒所属的省级选区为马尔勒县。

## 人口

1962-2008年间马尔西苏马尔勒人口变化图示

马尔西苏马尔勒于2022年1月1日时的人口数量为204人。